# Transmission secondaire
Dans une chaîne cinématique entre un moteur et les éléments propulseurs (roue, chenille, hélice, etc.) d'un véhicule, la transmission secondaire, ou transmission finale, est le mécanisme qui transmet le mouvement aux éléments propulseurs.
Si le véhicule est doté d'une boîte de vitesses, la transmission secondaire relie la sortie de cette boîte aux éléments propulseurs.

## Deux et trois roues motorisés à une roue motrice
Ce type de véhicules regroupe motos, cyclomoteurs, scooters à deux roues, et triporteurs à une roue à l'arrière.
À de très rares exceptions près, c'est la roue arrière qui est motrice.
La transmission finale est réalisée par l'un des moyens suivants, présentés par ordre chronologique d'apparition historique : 

### Courroie lisse sur poulies

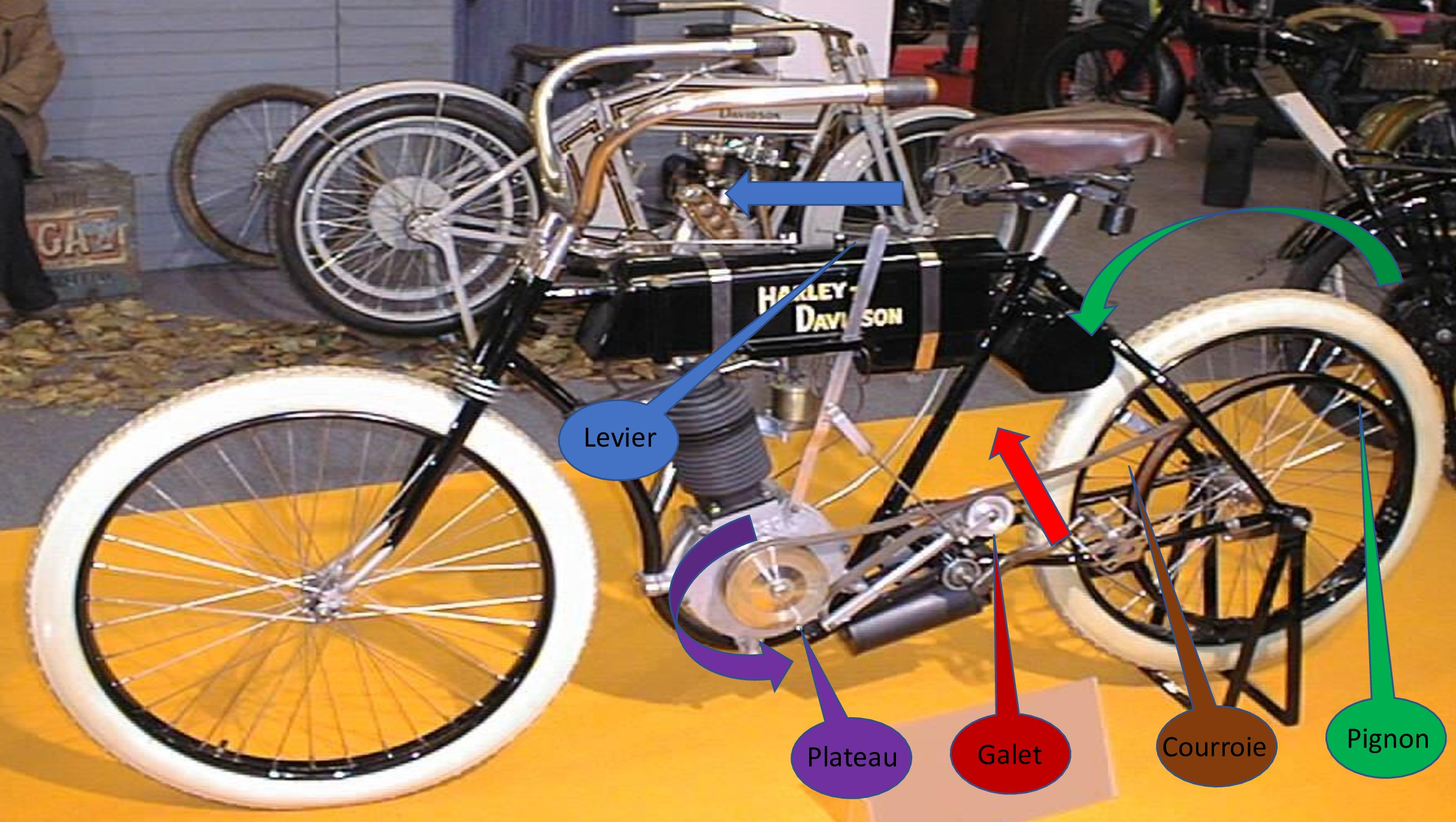
Transmission par courroie lisse sur Harley-Davidson (milieu des années 1900).

C'est la solution dont la plupart des motos du début du XXe siècle, alors dépourvues d'embrayage et de boîte de vitesses, étaient équipées. Elle était souvent complétée par un système de galet tendeur qui permettait d'une part de conserver la courroie en tension, et d'autre part, actionné par un levier, de débrayer la courroie de la poulie de sortie du moteur pour pouvoir arrêter la moto sans arrêter le moteur. Ce système, sujet à des glissements et peu résistant aux couples ou puissances importants, n'est plus utilisé.
Le fonctionnement de ce système est le suivant : la courroie, généralement en cuir, est actionnée par une poulie, au rôle équivalent à celui du plateau d'un vélo, directement couplée à la sortie de l'arbre moteur. Elle entraîne la roue par l'intermédiaire d'une très grande poulie, dont le rôle est équivalent à celui d'un pignon fixe de vélo. Un galet, actionné par le pilote grâce à un levier situé le long du réservoir, permet de changer la tension de la courroie : si le pilote pousse le levier vers l'avant, le galet tend la courroie qui, par frottement, est entraînée par la poulie avant et entraîne la poulie arrière. Si le pilote tire le levier vers l'arrière, la courroie ne frotte plus sur les deux poulies : la rotation du moteur n'est plus transmise à la roue.

### Chaîne métallique à rouleaux sur pignons
La chaîne métallique actionnée par des pignons remplace progressivement la transmission par courroie lisse à partir du milieu des années 1910. C'est un système semblable à celui équipant la plupart des bicyclettes, avec deux différences notables :
- la chaîne et les pignons sont  dimensionnés pour transmettre des couples et des puissances plus importantes ;
- le pignon de sortie de boîte de vitesses a moins de dents que celui solidaire de la roue motrice.

Au début des années 2020, la transmission par chaîne est  la plus répandue sur les motos de faible à moyenne cylindrée, ainsi que sur les modèles sportifs.

### Transmission acatène ou par arbre

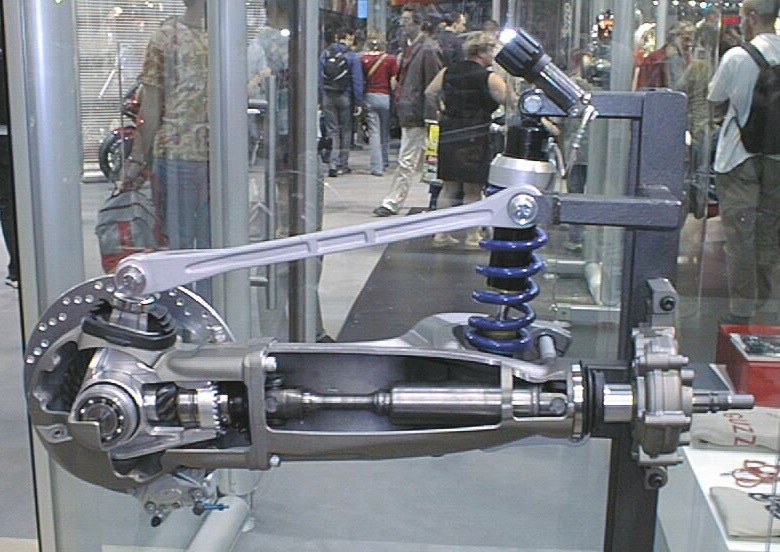
Transmission acatène sur Moto Guzzi (vue éclatée).

La transmission est assurée par un arbre  qui transmet, par un jeu d'engrenages, le mouvement à la roue motrice. Cette solution a été continûment utilisée par BMW depuis les années 1920. Elle est également utilisée par d'autres constructeurs comme l'italien Moto Guzzi, ou encore les  japonais Honda, Yamaha et Suzuki pour certains de leurs modèles cruisers ou routiers. Une transmission de ce type est dite « acatène ». Elle est généralement dotée de joints de cardan, et, de ce fait, souvent appelée «transmission par cardan».
Le fonctionnement est le suivant : un arbre rigide est mis en rotation par un organe couplé à la sortie de la boîte de vitesses. Si, comme sur les motos BMW, la sortie de la boîte de vitesses est dans l'axe de la moto, l'arbre peut être directement entrainé par la sortie de boîte. Sinon, il y a un jeu d'engrenages à ce niveau. Cet arbre active la rotation de la roue arrière à travers un engrenage faisant également office de renvoi d'angle. Si l'axe de la roue peut se déplacer par rapport à la sortie de boîte, comme c'est le cas dès que le cadre et le moteur sont suspendus, l'arbre doit être équipé de joints de cardan pour permettre ce mouvement sans perdre sa fonction de transmission.

### Courroie dentée ou synchrone

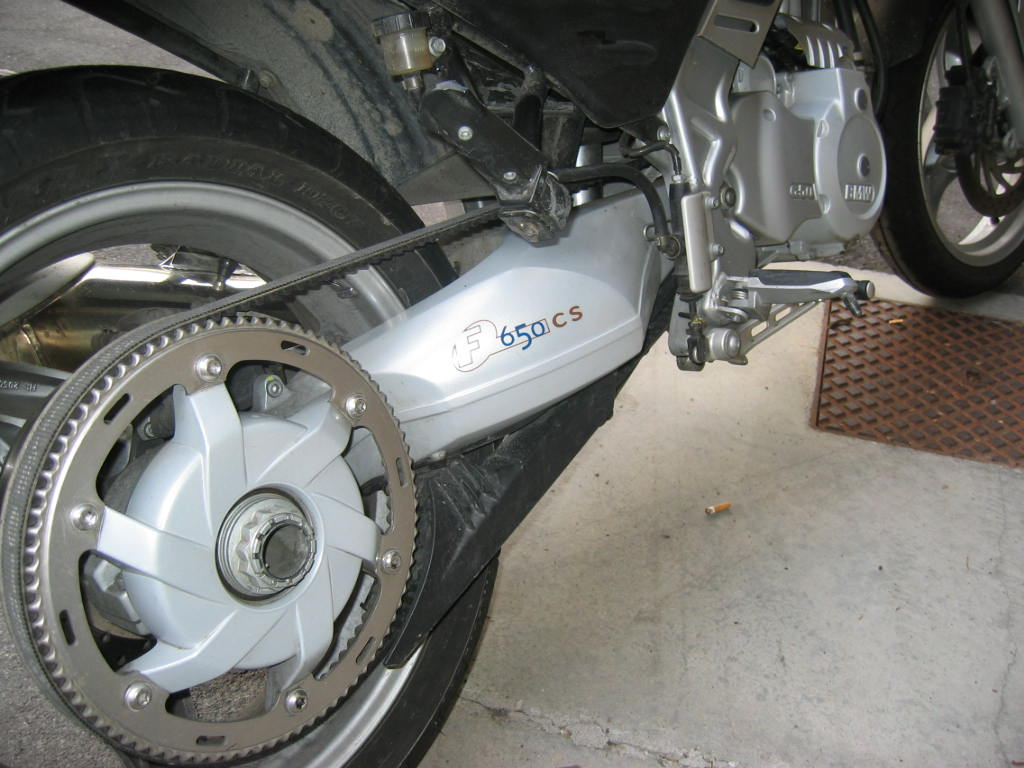
Transmission par courroie synchrone sur BMW F650CS.

La courroie dentée, aussi appelée courroie synchrone, est introduite par Harley-Davidson en 1980. Elle équipe encore, au début des années 2020, une très grande majorité des modèles de cette marque. D'autres constructeurs l'utilisent parfois sur certains de leurs modèles.
Le fonctionnement est semblable à celui d'une transmission par chaîne. La courroie est généralement réalisée à base de caoutchouc renforcé de câbles métalliques ou de fibres d'aramide. Contrairement à son ancêtre en cuir, elle n'est pas lisse mais dentée, ce qui élimine tout risque de glissement avec les organes qui l'entraînent ou qu'elle entraîne : galet denté côté boîte de vitesses, et couronne dentée côté roue. Ce type de transmission est réputé être plus silencieux et nécessiter moins d'entretien que celui utilisant une chaîne métallique.

### Engrenages

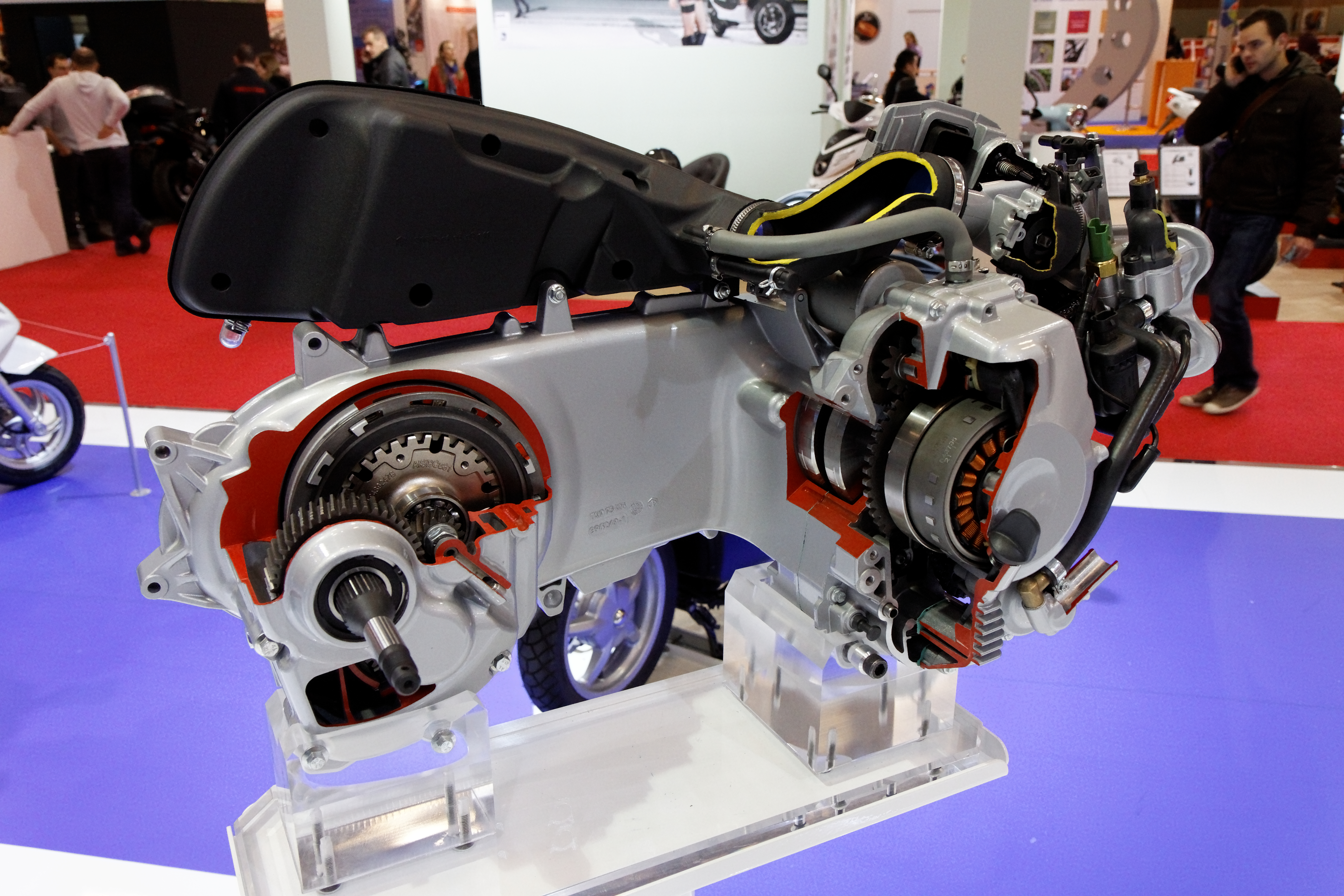
Transmission par engrenage sur scooter Piaggio (vue éclatée) : les engrenages sont sur la partie gauche. La courroie entraînant l'engrenage n'est pas montée.

Certains modèles de scooters équipés de variateur de vitesse mécanique (CVT) ont une transmission finale par engrenages. Celle-ci  est constituée de deux paires de pignon/poulie : l'une, qualifiée de «primaire»,  est solidaire de la sortie du mécanisme CVT ; l'autre, dite «secondaire», entraîne la roue arrière.
Le fonctionnement est le suivant : l'arbre moteur entraîne le système CVT. Celui-ci assure deux fonctions : embrayage et boîte de vitesses. Il comporte deux parties : l'une, à l'avant, est solidaire de l'arbre moteur ; l'autre, à l'arrière, entraîne la transmission finale. Ces deux parties sont reliées par une courroie.

Des motocycles équipés de différents types de transmission finale
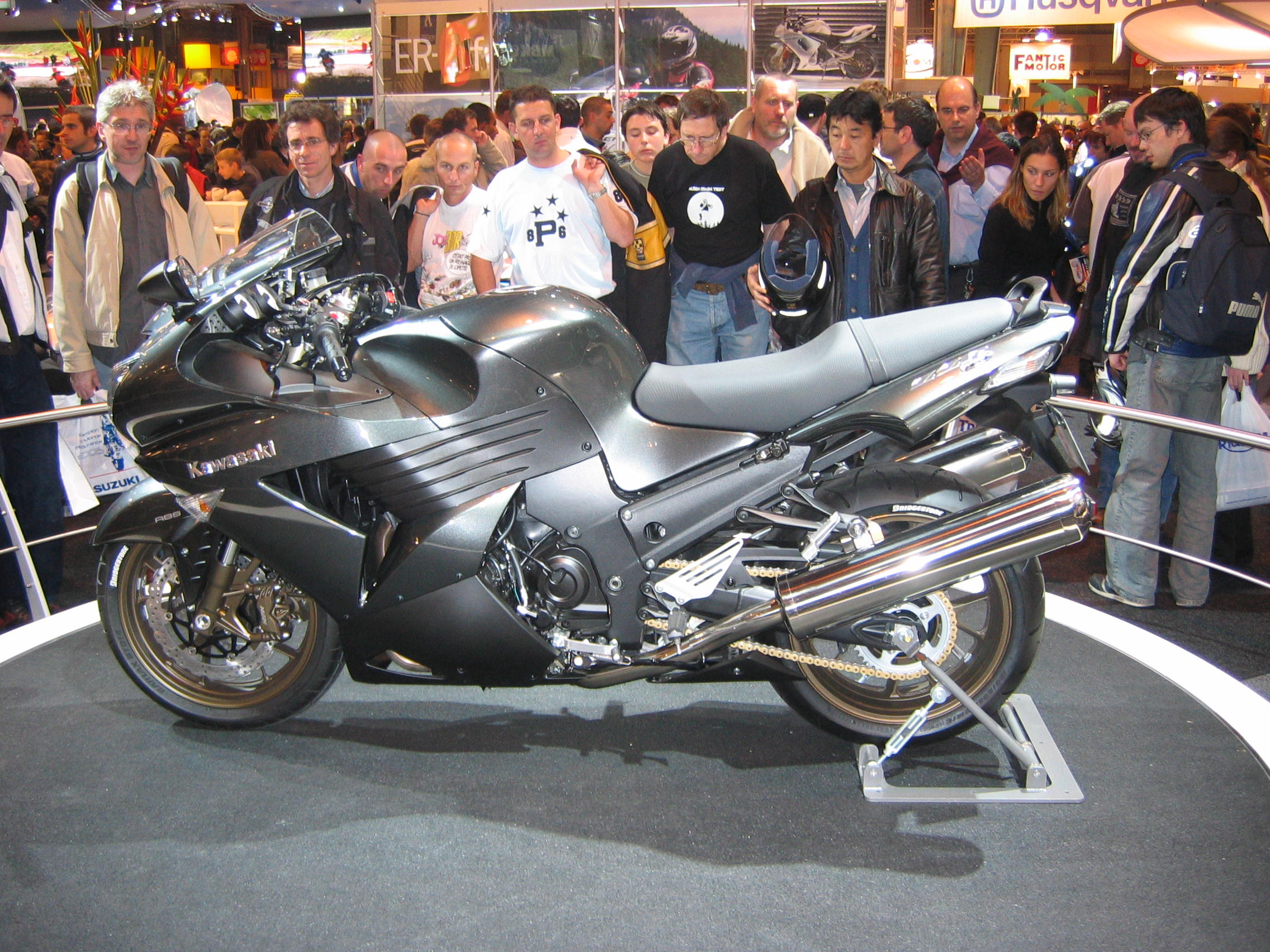
La Kawasaki ZZR 1400 transmet la puissance par une chaîne.
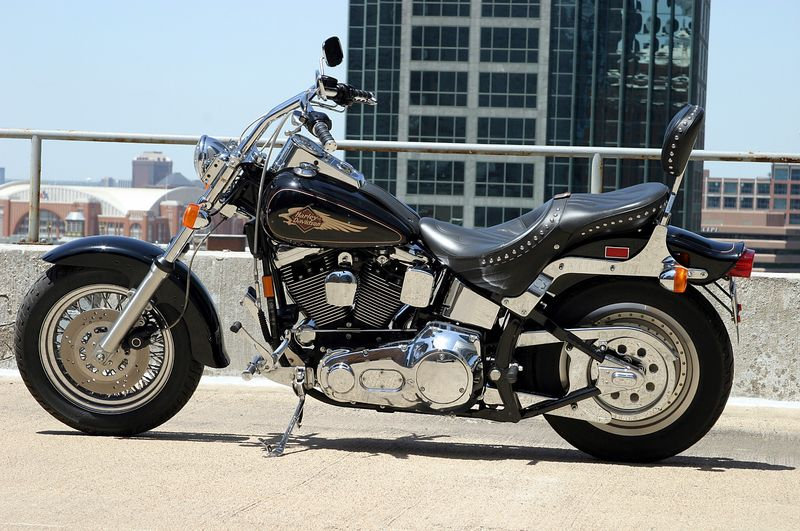
La Harley-Davidson FXSTC 1998 utilise une courroie crantée.
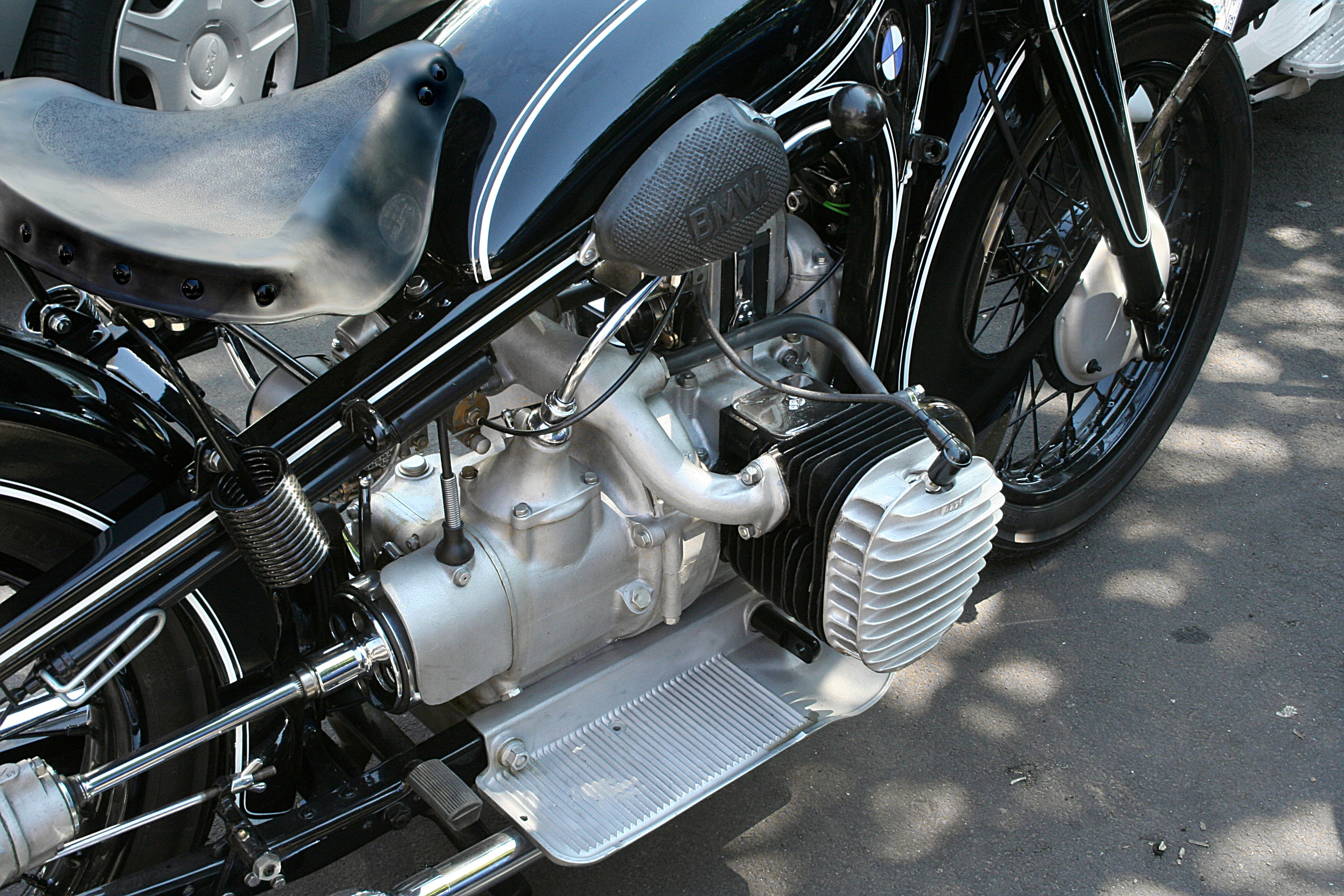
La transmission acatène au bout de la boîte de vitesses d'une BMW R12.

### Deux-roues avec transmission à la roue avant

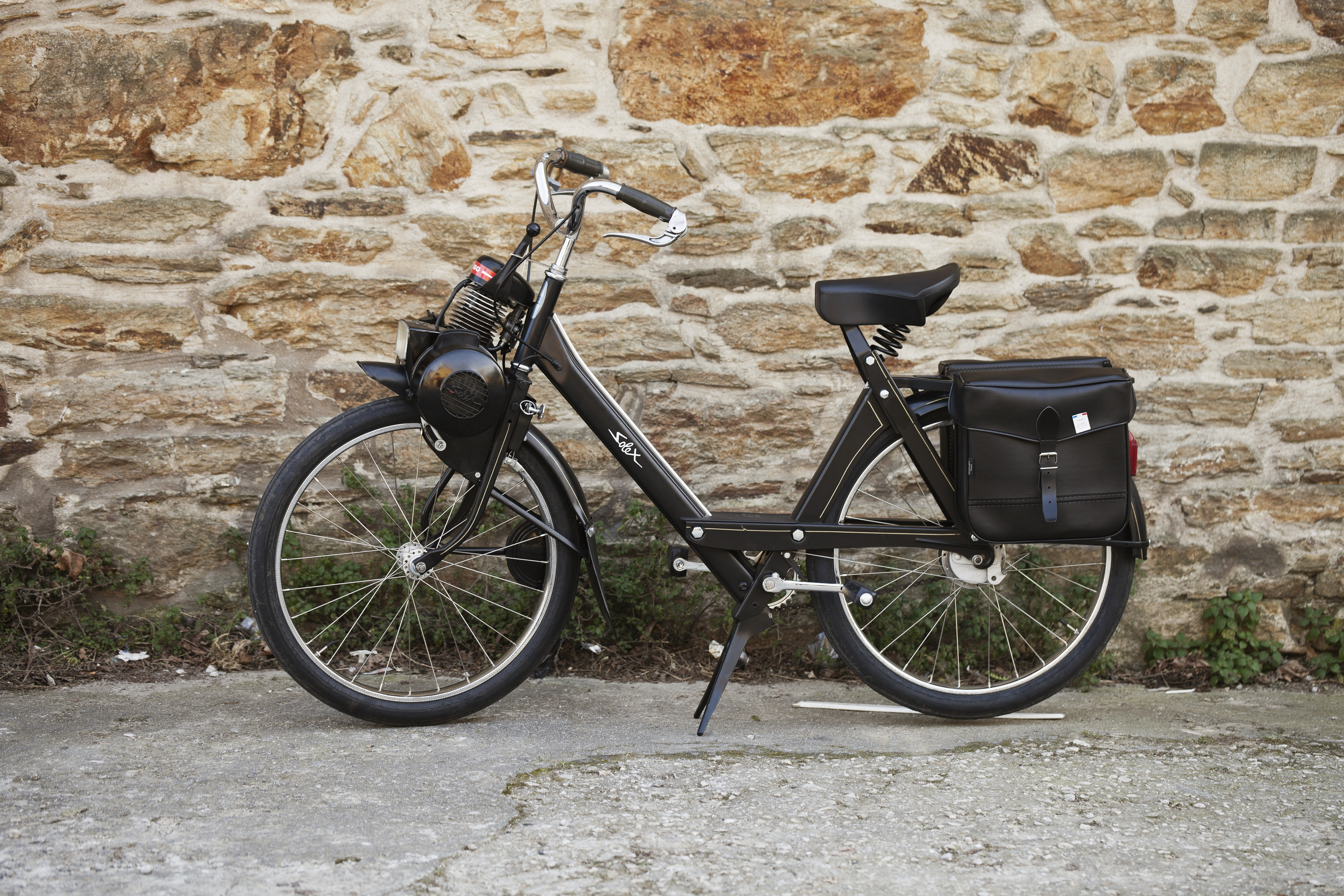
Vélosolex 3800 (1966).

Dans la quasi-totalité des cas, c'est la roue arrière qui est motrice sur les deux-roues motorisés. Il a cependant existé quelques modèles avec transmission à la roue avant.
L'un des plus célèbres est le Vélosolex : c'est un cyclomoteur dont le moteur, fixé au-dessus de la roue avant, a comme transmission finale un galet qui, par frottement sur le pneu, entraîne la roue. Le «débrayage» se fait en faisant pivoter le moteur à la main par l'intermédiaire d'un levier : le galet remonte alors et perd le contact avec le pneu, ce qui interrompt la transmission.
D'autres modèles à roue avant motrice ont également existé du début jusqu'au milieu du XXe siècle qui utilisaient des transmissions finales par courroie (ex : Raleigh vers 1902) ou chaîne (ex : NSU Motosulm dans les années 1930).

### Deux-roues sans transmission: les moteurs rotatifs

Megola à moteur rotatif (1922).

Parmi les très nombreuses solutions techniques qui ont été explorées par les constructeurs de motos, il en est une qui permet de s'affranchir de toute transmission : le moteur rotatif. Ce type de moteur, très rarement présent sur les deux-roues, a été beaucoup utilisé en aviation dans les années 1910-1920 : le moteur, fixé à la roue motrice, tourne autour de son vilebrequin qui, lui, est fixe. Quelques fabricants de motos ont adopté ce principe en installant le moteur sur la roue arrière (ex : moto de Félix Millet à la fin des années 1880) ou même sur la roue avant  (ex : Megola dans les années 1920) de leurs modèles.

## Automobiles, poids lourds, et autres véhicules à deux roues motrices ou plus
La transmission secondaire de ce type de véhicules est plus complexe que celle des véhicules à une seule roue motrice. Elle doit en effet transmettre le mouvement créé par le moteur à plusieurs roues : deux dans la plupart des cas, quatre assez fréquemment, et parfois plus. En outre les roues motrices peuvent réagir indépendamment ou non aux obstacles qu'elles rencontrent, doivent pouvoir tourner à des vitesses différentes dans les virages,  et peuvent aussi être directrices.

### Principes généraux
Pour répondre à ces différentes contraintes, la transmission secondaire d'un tel véhicule comprend généralement les éléments suivants :
- un arbre de transmission : il transmet la rotation de sortie de boîte de vitesses vers le (ou les ) différentiel(s)[17] ; il est doté de joints de cardan ou d'un autre type de joints universels[18] ;
- un différentiel par paire de roues motrices[19] : cet organe mécanique, parfois appelé "pont", assure d'une part un renvoi d'angle, et d'autre part la possibilité pour les roues de tourner à des vitesses différentes[20] ;
- un arbre de renvoi ou arbre d'essieu par roue motrice[21] : c'est l'arbre qui relie le différentiel à la roue et qui entraîne celle-ci.

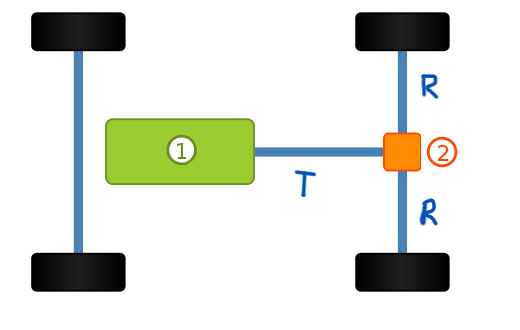
Schéma de principe d'une transmission à deux roue motrices : l'arbre de transmission (T) relie la boîte de vitesses (1) au différentiel (2), qui active les arbres d'essieu (R).
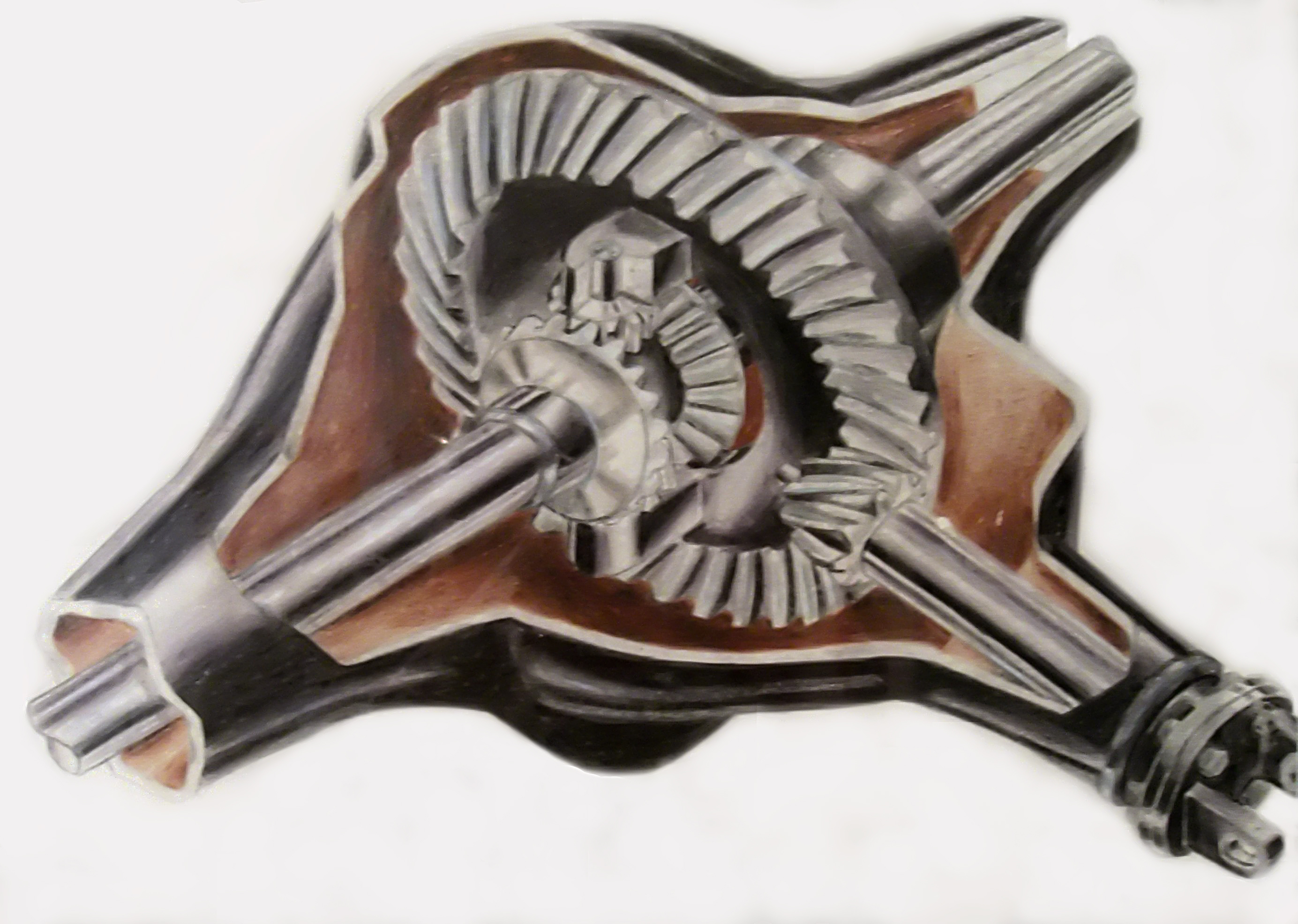
Différentiel : schéma de principe. Les arbres d'essieu (en haut à droite et en bas à gauche) partent perpendiculairement à l'arbre de transmission (en bas à droite).
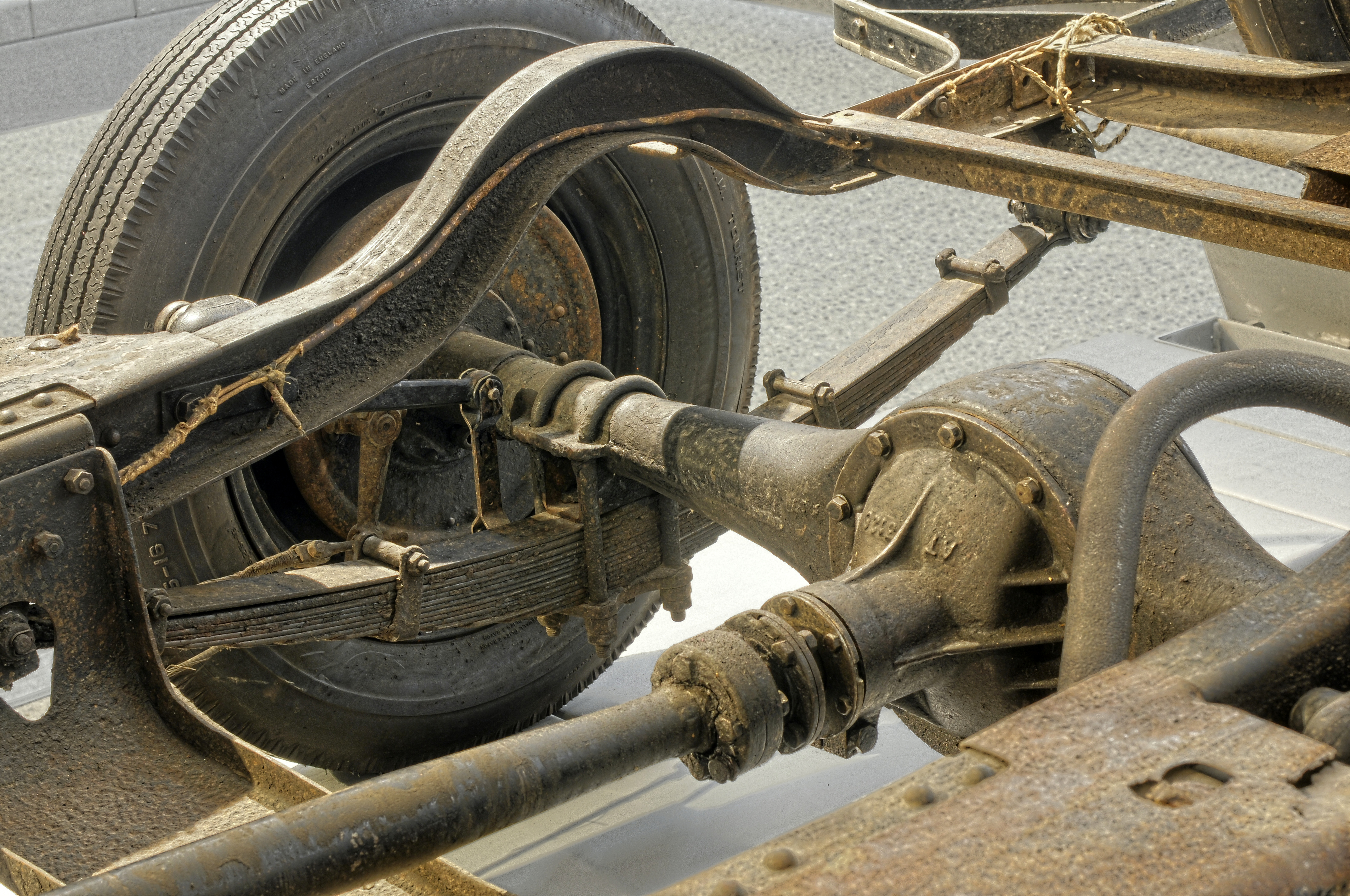
Arbre de transmission, différentiel arrière et arbre d'essieu sur Skoda 422 (années 1930-1940).

### Véhicules à deux roues motrices
Il existe plusieurs variantes d'implémentation de la transmission secondaire, qui dépendent essentiellement de la position du moteur par rapport à celle des roues motrices.

#### Moteur à l'avant et roues arrière motrices
C'est la solution très généralement utilisée dès le début du XXe siècle : l'arbre de transmission parcourt toute la longueur du véhicule pour atteindre le différentiel arrière. Ceci implique souvent l'existence d'un « tunnel de transmission» qui dépasse du plancher à l'intérieur du véhicule. Cette architecture, de type propulsion, est désignée en milieu anglophone comme "FR". Elle est encore très répandue dans les années 2020 : elle équipe, par exemple, la plupart des modèles BMW et Mercedes, ainsi que la quasi-totalité des tracteurs agricoles ou routiers.

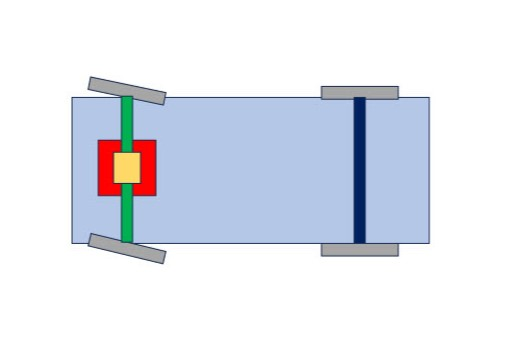
Transmission par traction, moteur à l'avant.

#### Moteur et roues motrices à l'avant
C'est l'architecture, souvent appelée "traction" et désignée en milieu anglophone comme "FF", utilisée sur de très nombreux modèles de véhicules légers de faible ou moyenne puissance par la plupart des marques : Peugeot, Renault, Volkswagen, etc. Il n'y a généralement pas d'arbre de transmission : le différentiel est intégré au bloc moteur et les arbres d'essieu, parfois appelés "demi arbres de transmission", en sortent directement. La traction impose à la transmission d'autoriser un angle évolutif entre l'axe des roues directrices et celui des arbres d'essieu : ce n'est qu'à partir de l'invention du joint Tracta (1926) qu'elle commence à être adoptée.

#### Moteur et roues motrices à l'arrière
C'est une implémentation en propulsion, désignée  en milieu anglophone comme "RR". Il n'y a généralement pas d'arbre de transmission : le différentiel est intégré au bloc moteur et les arbres d'essieu, parfois appelés "demi arbres de transmission", en sortent directement. cette architecture a été utilisée sur plusieurs véhicules légers dont certains des plus connus sont la Renault 4CV, la Volkswagen Coccinelle ou encore le Combi Volkswagen. 

Une variante de cette solution est celle dite à "moteur central arrière" : l'ensemble moteur/boîte de vitesses est partiellement en avant de l'essieu arrière. Cette architecture est très utilisée sur les voitures sportives  telles que les Ferrari, ainsi que sur les Formule 1.

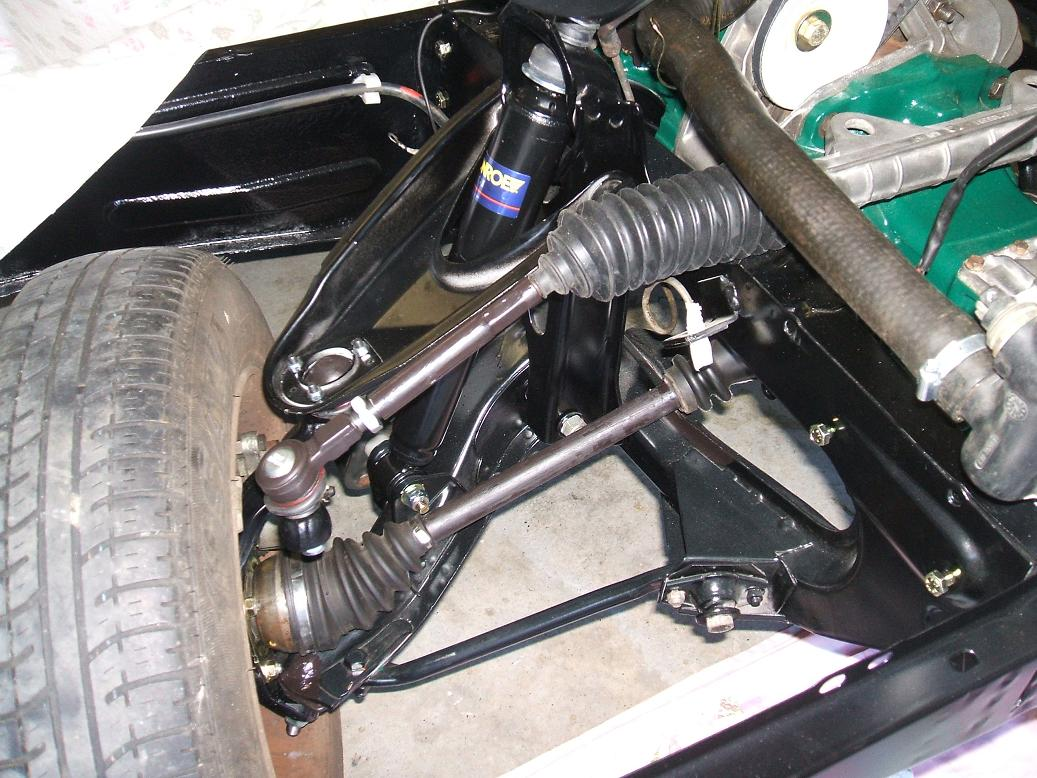
Configuration FF : demi train avant de Renault 4. L'arbre d'essieu sort de la boîte de vitesses (à droite) pour rejoindre l'axe de la roue (en bas à gauche).
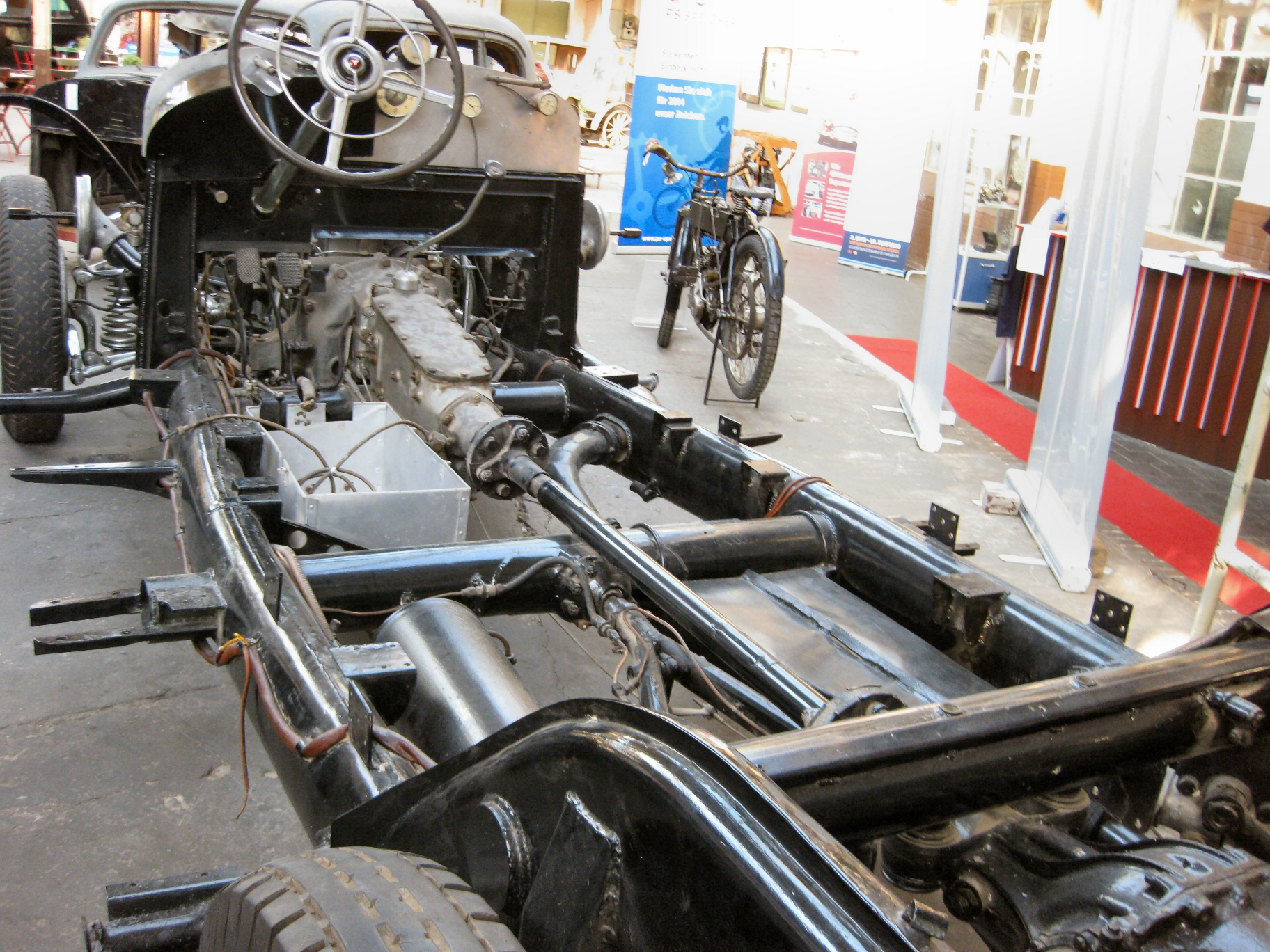
Configuration FR sur Mercedes 770K (1938) : moteur et boîte de vitesses en haut à gauche ; arbre de transmission au milieu ; différentiel arrière en bas à droite.
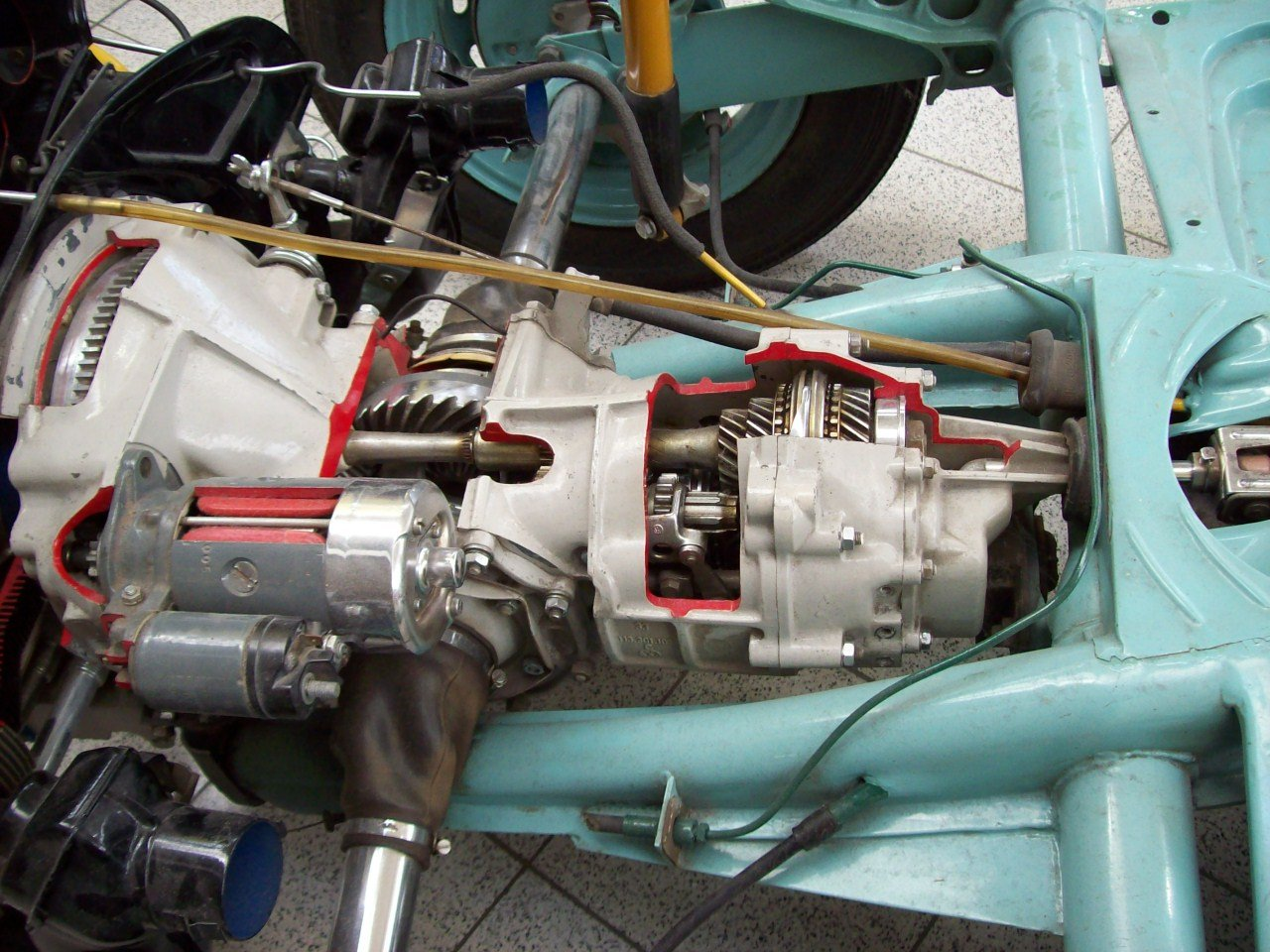
Configuration RR : demi train arrière de VW Coccinelle. La boîte de vitesses (à droite) entraîne via le différentiel (au centre) les deux arbres d'essieu.

### Véhicules quatre roues et transmission intégrale

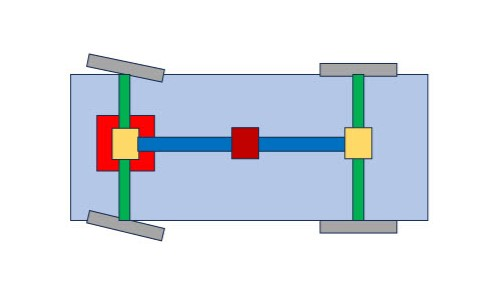
Transmission intégrale 4x4 ou 4WD.

Les véhicules à transmission intégrale, parfois appelés 4x4 ou 4WD,, sont équipés de deux systèmes de transmission responsables chacun d'un essieu. Ces deux systèmes, activés par le même moteur, sont reliés entre eux par une boîte de transfert et un différentiel central qui les synchronisent et répartissent la puissance entre eux.
Trois variantes d'implémentation existent :
- transmission intégrale permanente[26] : la répartition de la puissance entre les essieux est constante. Les quatre roues sont toujours motrices. Ce système, très performant en tout-terrain, est aussi très énergivore.
- transmission intégrale semi permanente : la répartition de la puissance entre les essieux peut varier, généralement automatiquement. Certains systèmes peuvent débrayer complètement un essieu : le véhicule devient alors à deux roues motrices.
- transmission intégrale enclenchable : le fonctionnement normal du véhicule est que deux roues seulement sont motrices. Le conducteur, en cas de besoin, peut enclencher la fonction quatre roues motrices. Un exemple très connu de ce type de véhicule est la Jeep Willys utilisée par les forces alliées durant la Seconde Guerre mondiale : elle est par défaut à propulsion et le conducteur peut enclencher la transmission sur le pont avant[27].

### Véhicules à plus de quatre roues motrices
Ces véhicules, généralement lourds et volumineux, ont au moins trois essieux dont au moins deux à l'arrière sont moteurs. Plusieurs variantes de transmission finale peuvent les équiper, qui résultent de la combinaison de différentes configurations décrites dans les paragraphes précédents. La transmission en H du DAF YA 328 est un exemple de telle réalisation.

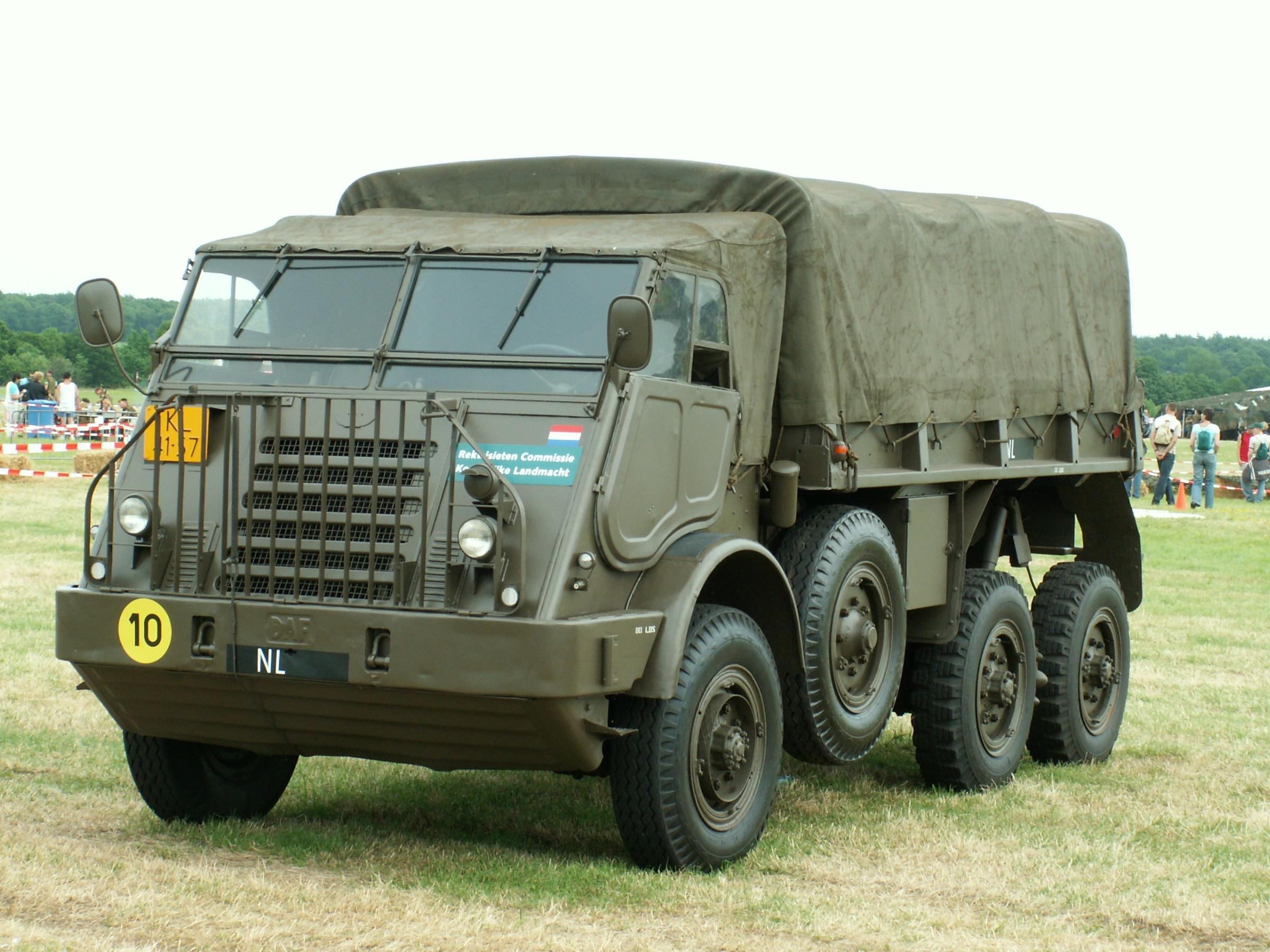
DAF YA 328 des années 1950 à quatre ou six roues motrices.
- Transmission en H du DAF YA 328 permettant de rouler en 6×4 (roues arrière motrices) ou 6x6 (roues arrière et avant motrices).

## Autres véhicules

### Véhicules à chenilles
Certains véhicules terrestres, généralement destinés à progresser sur des terrains difficiles, sont équipés de chenilles motrices au lieu de roues. Chaque chenille est entrainée par une roue dentée qui termine la transmission finale.

#### Véhicules entièrement chenillés
Ces véhicules n'ont pas de train avant directeur. Le contact avec le sol et la propulsion sont assurés par deux chenilles. Le moteur, généralement situé à l'arrière, active des roues dentées appelées barbotins, elles aussi situées à l'arrière, qui entraînent les chenilles propulsives. La transmission finale est semblable à celle d'une automobile (RR) avec une différences notable : comme le véhicule est dépourvu d'élément orientable pour le diriger, le différentiel peut, commandé par le conducteur, faire varier la vitesse entre les deux chenilles pour faire tourner le véhicule. Ainsi, par exemple, si la vitesse de la chenille côté droit est plus rapide que celle côté gauche, le véhicule tourne à gauche. Parmi ce type de véhicules se trouvent notamment les chars d'assaut et divers engins de génie civil ou agricoles.

#### Motoneige
Le véhicule est doté d'une chenille motrice à l'arrière, et la direction est assurée par des skis orientés par un guidon. Le moteur est à l'avant, généralement équipé d'une boîte CVT, et la transmission finale, similaire à celle d'une moto ou d'un scooter, active la roue dentée qui entraîne la chenille.

#### Autres véhicules chenillés à l'arrière seulement
Parfois appelés autoneiges, autochenilles ou semi chenillés (half-track), ils ont deux chenilles à l'arrière, assurant la même fonction que les roues arrière motrices d'une automobile. Leur transmission est semblable à celle d'un véhicule à roues ayant la même implantation du moteur et des essieux. Le  minibus B12 de Bombardier et le half-track américain M3 de la Seconde Guerre mondiale sont des exemples de ce type de véhicules.

#### Véhicules chenillés à l'avant et à l'arrière
Ces véhicules ont quatre chenilles : deux à l'avant, assurant notamment la direction, et deux à l'arrière. Leur transmission est semblable à celle d'un véhicule à roues à transmission intégrale ayant la même implantation du moteur et des essieux. Dans cette catégorie de véhicules se trouvent notamment les quads à chenille, certains engins agricoles, des véhicules d'exploration polaire comme le Sno-Cat, etc.

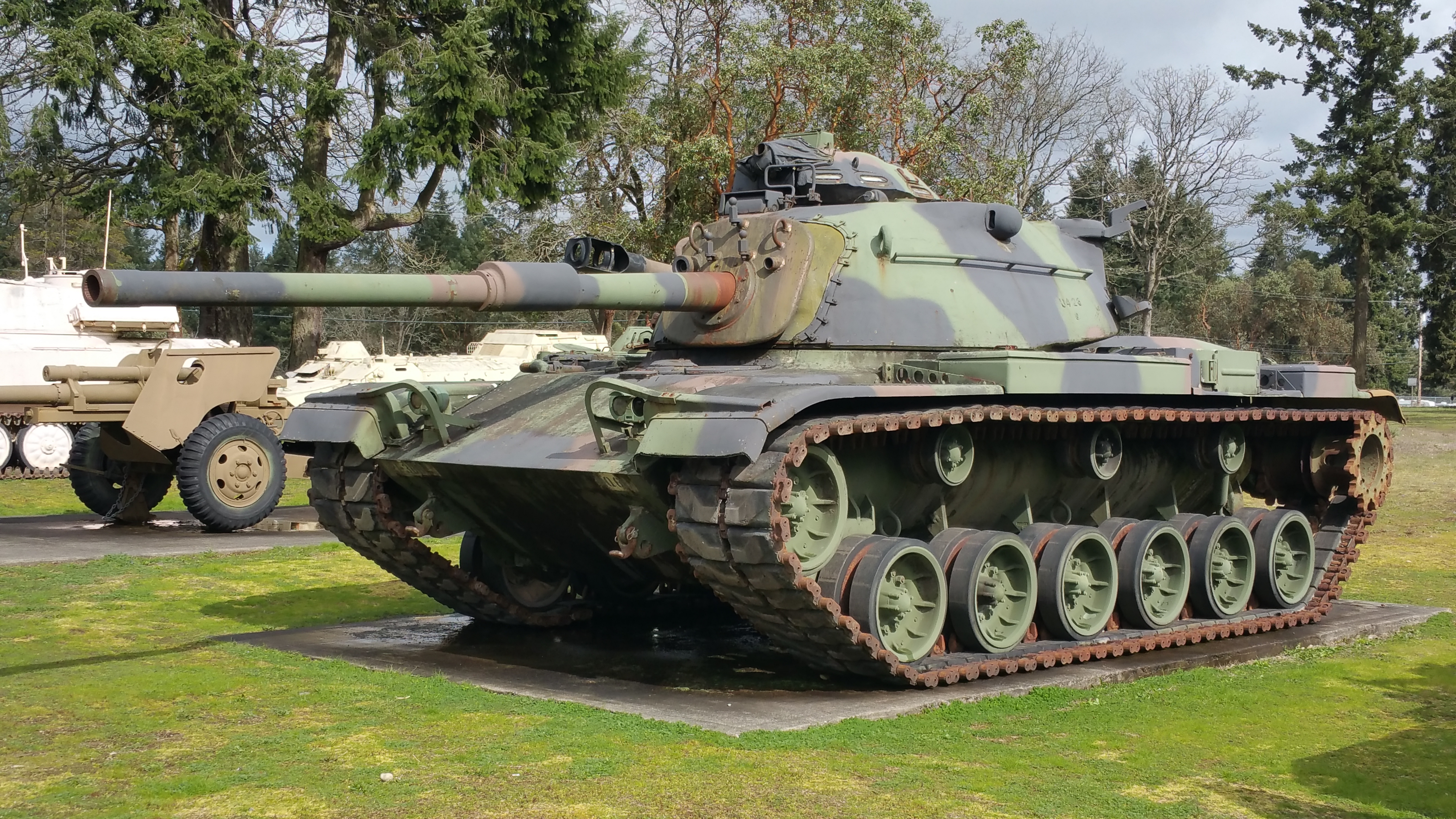
Tank Patton M60 (années 1960-1970) : la roue dentée motrice est  à l'arrière en hauteur. Les roues inférieures ne sont pas motrices.
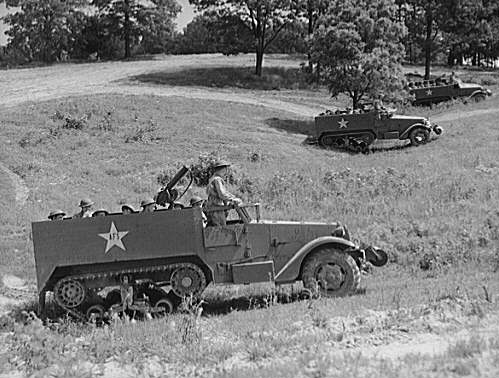
Half-track M3 (années 1940).
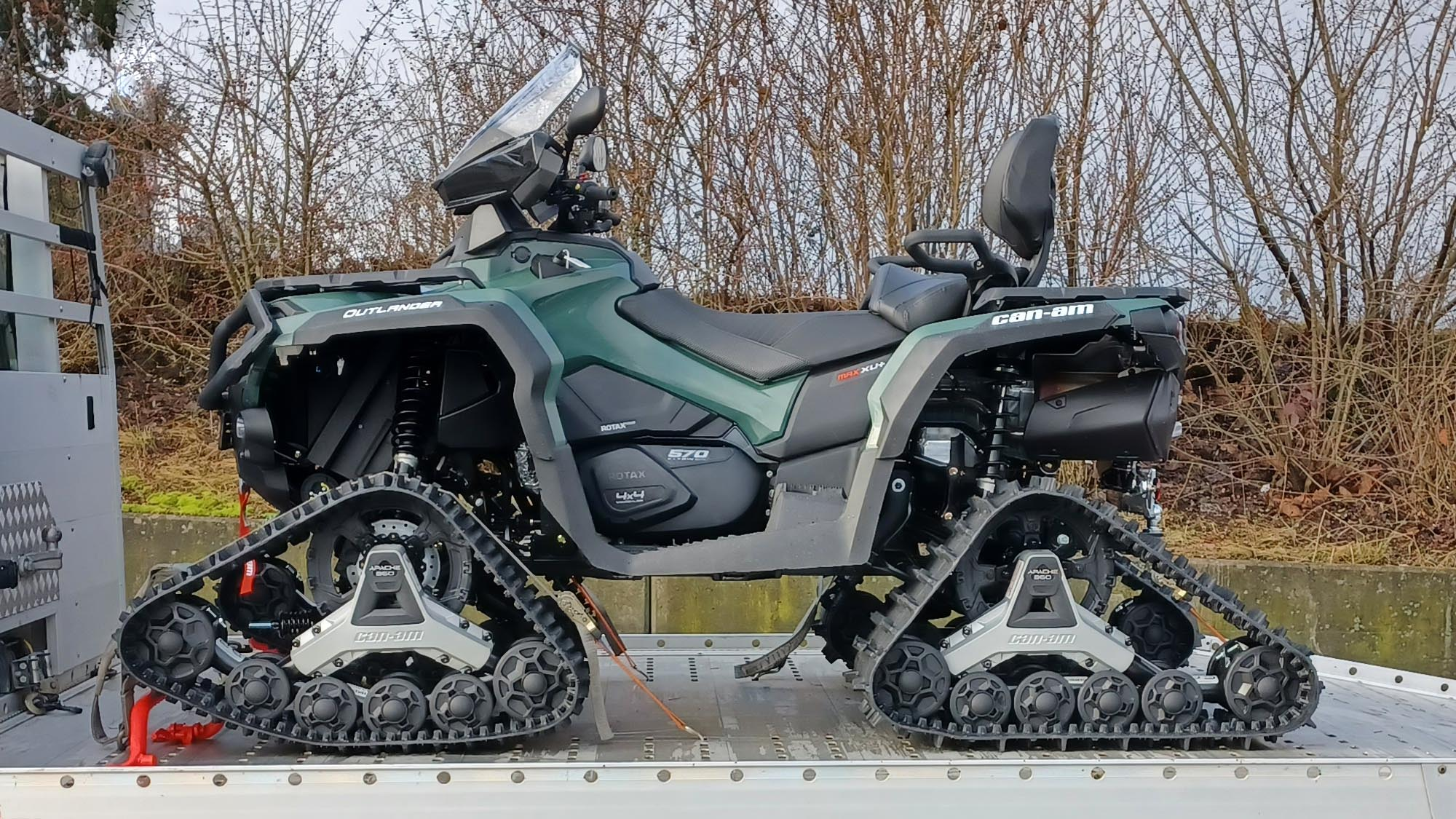
Quad à chenille : chacun des quatre blocs équipé de chenille a la même fonction qu'une roue.
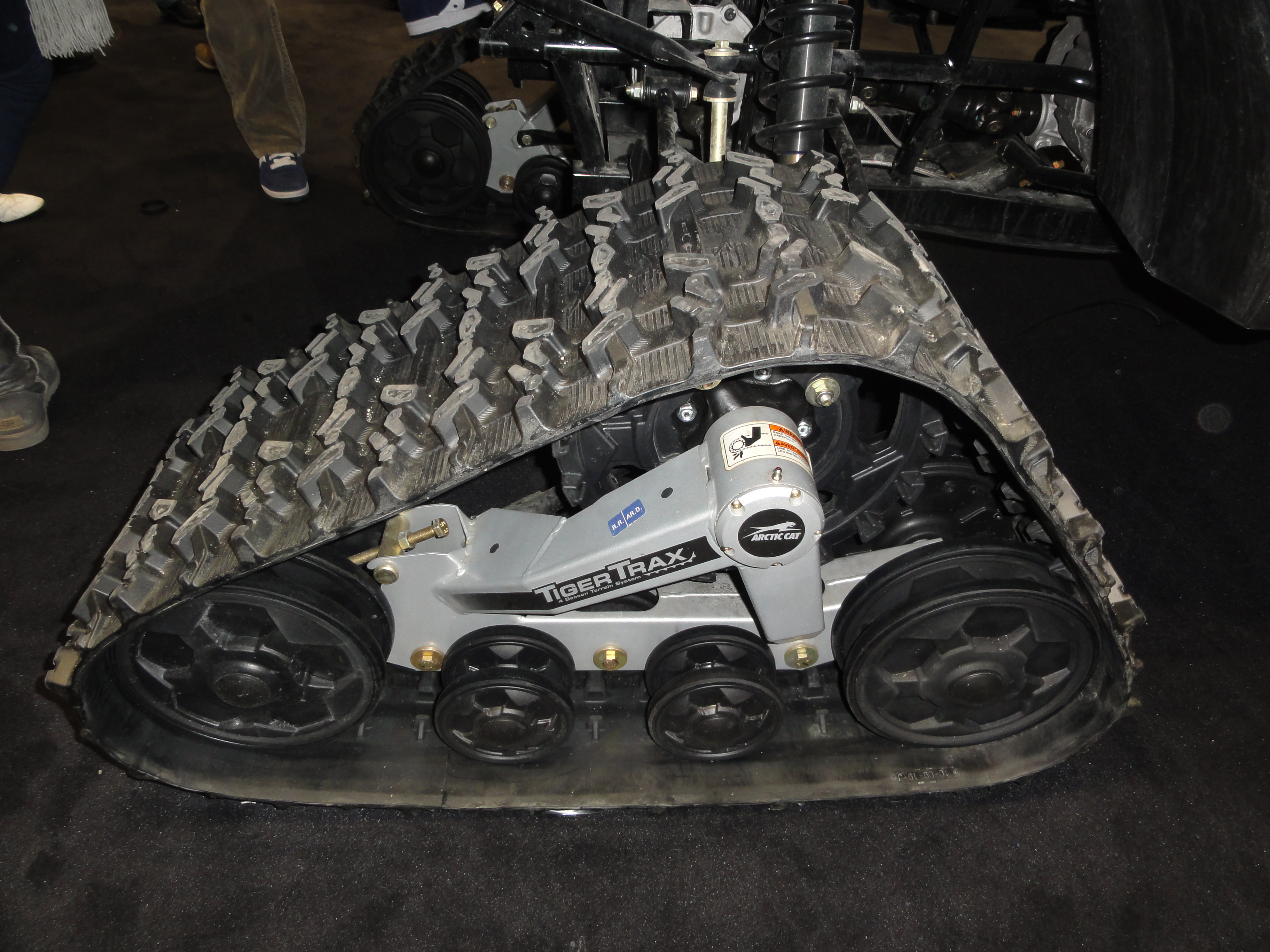
Chenille d'un quad : la roue d'entraînement est en haut, à l'intérieur du triangle formé par la chenille. Les roues du bas ne sont pas motrices.

### Bateaux à hélice
Les bateaux à hélice peuvent être équipés de moteurs in-board ou hors-bord.
Lorsque le moteur est in-board, la transmission finale est assurée par un arbre auquel est fixée une hélice. Les dimensions de cet arbre peuvent être très différentes selon la taille et l'usage du navire concerné. Le moteur active l'arbre de transmission généralement par l'intermédiaire d'un engrenage réducteur.

Les moteurs hors-bord modernes sont constitués du moteur lui-même, situé en partie haute, et d'une transmission vers l'hélice qui se fait par l'intermédiaire de deux arbres : l'arbre supérieur, vertical, est relié en partie basse à l'arbre inférieur, porteur de l'hélice, par un ensemble d'engrenages. Cet ensemble a deux fonctions : renvoi d'angle et détermination de la démultiplication finale de la transmission.

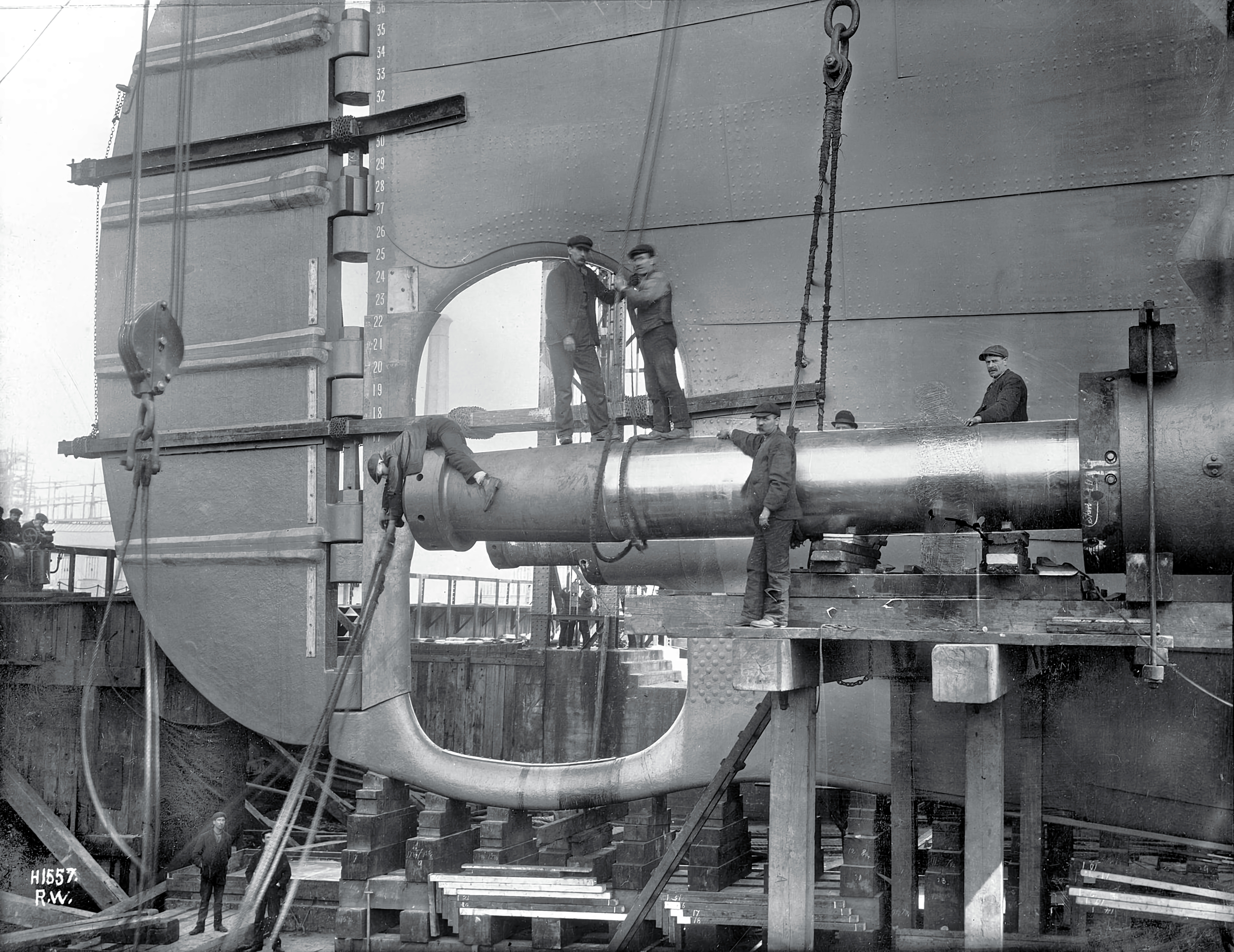
Arbre du Titanic.
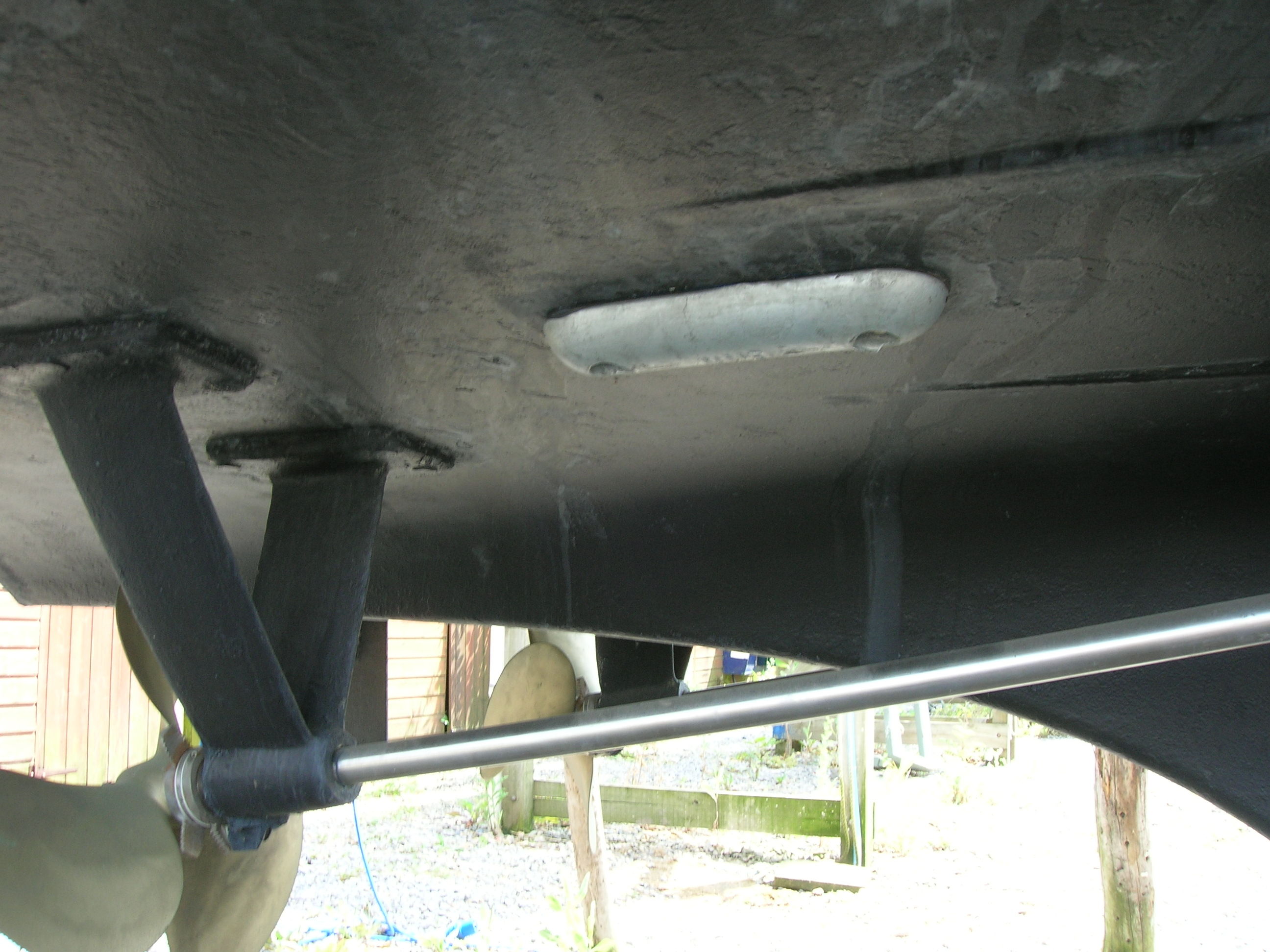
Propulsion par deux arbres/hélices.
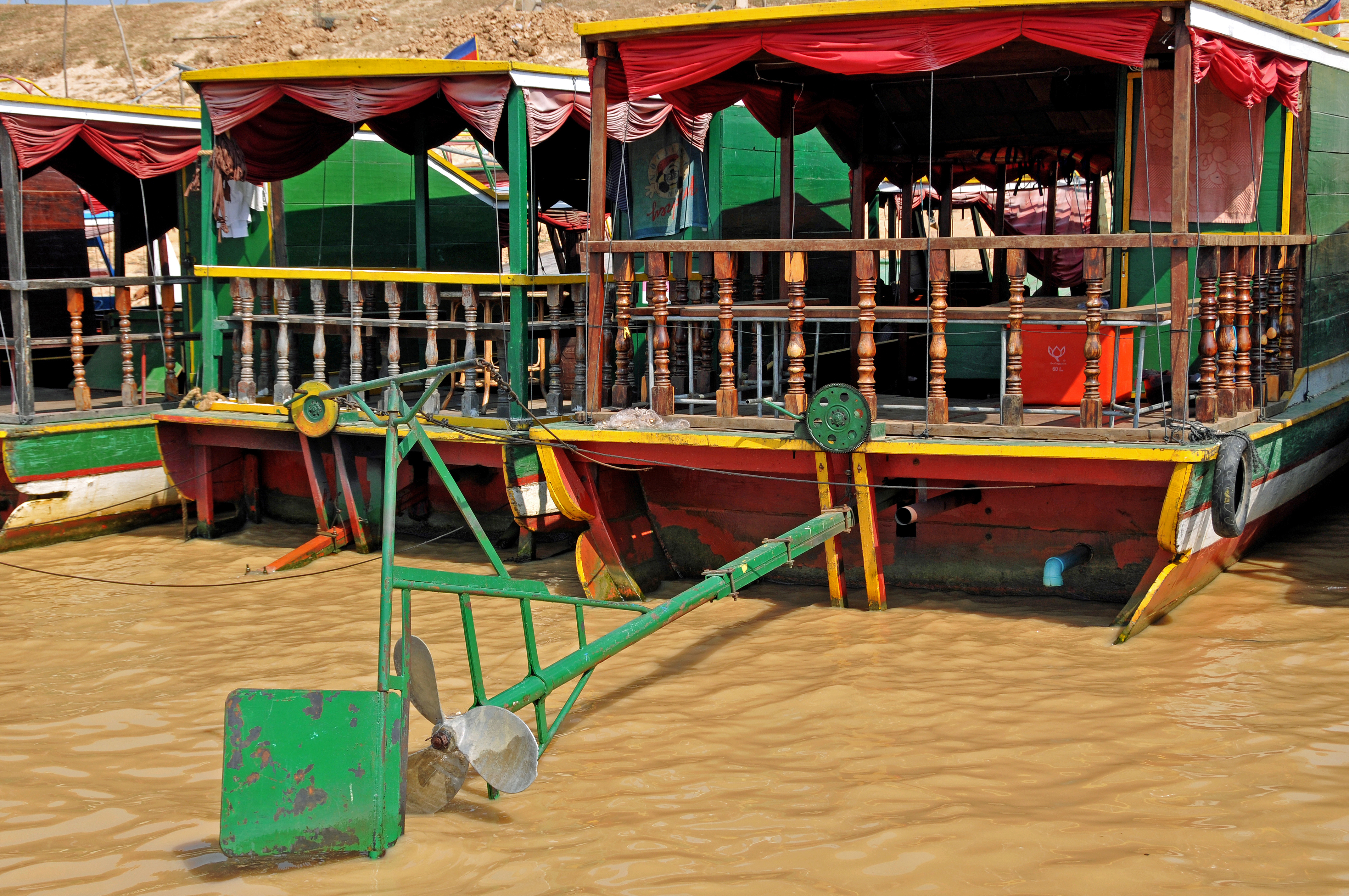
Arbre long pour bateau naviguant sur eaux peu profondes.
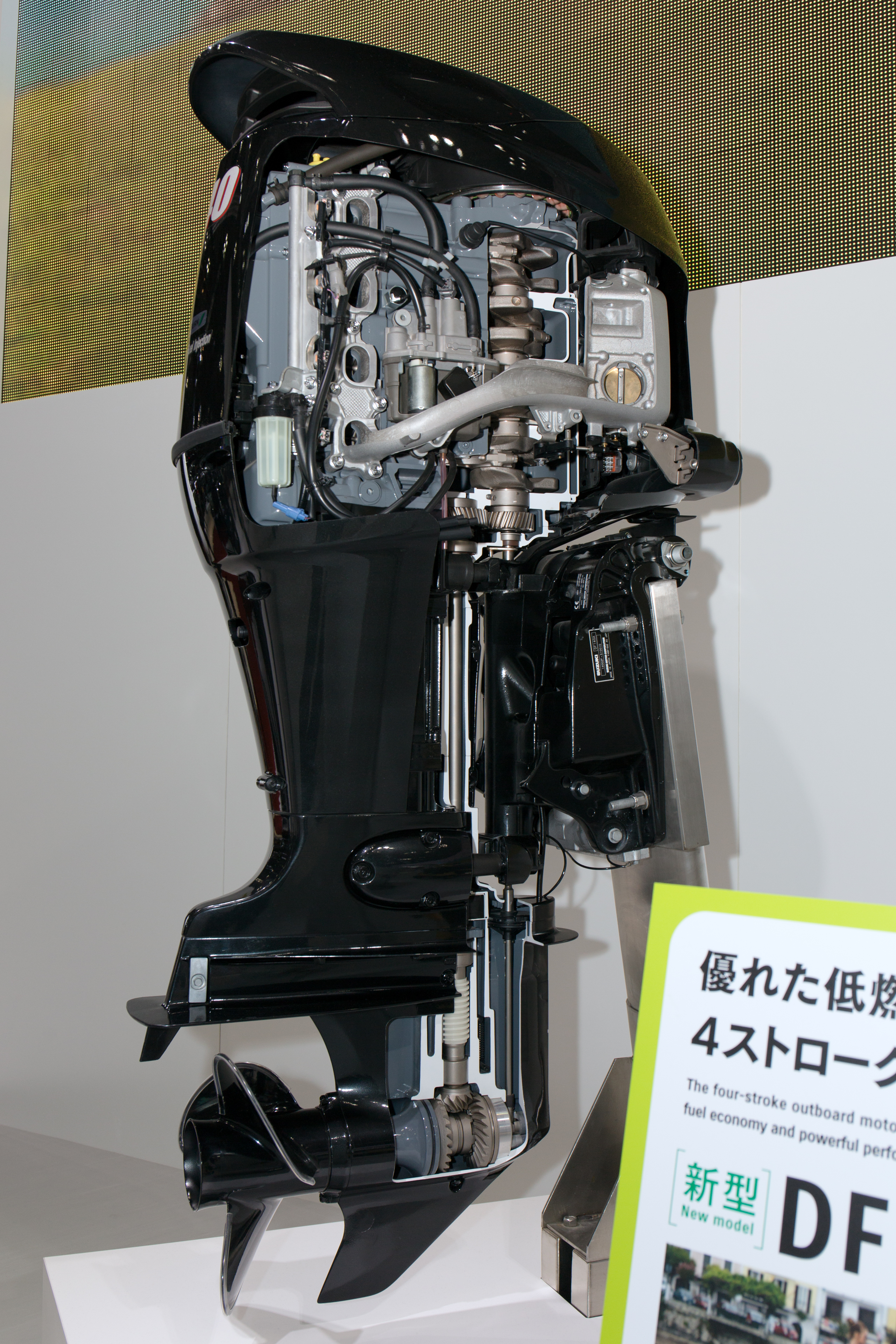
Moteur hors-bord Suzuki.

### Avions à hélice
Les avions propulsés par hélice ont un moteur disposé longitudinalement : l'arbre moteur est parallèle à celui de l'avion.
Le moteur est généralement d'un des trois types suivants :
- turbopropulseur ou  cylindres en ligne ou en V [36] : la transmission finale vers l'hélice est assurée par un arbre, auquel est fixé l'hélice. Cet arbre est actionné par l'arbre moteur généralement par l'intermédiaire d'un ensemble réducteur à base d'engrenages.
- moteur radial ou en étoile[37] : les cylindres du moteur sont disposés en étoile autour de l'arbre moteur. La transmission finale vers l'hélice est assurée par un arbre, auquel est fixé l'hélice. Cet arbre est actionné par l'arbre moteur directement ou par l'intermédiaire d'un ensemble réducteur à base d'engrenages.
- moteur rotatif[f] : les cylindres du moteur sont disposés en étoile et le moteur tourne avec l'hélice[38]. Très utilisés durant la Première Guerre mondiale, ils sont quasiment abandonnés ensuite[39].

Différentes configurations sur avions
Turbopropulseur avec réducteur (schéma de fonctionnement).
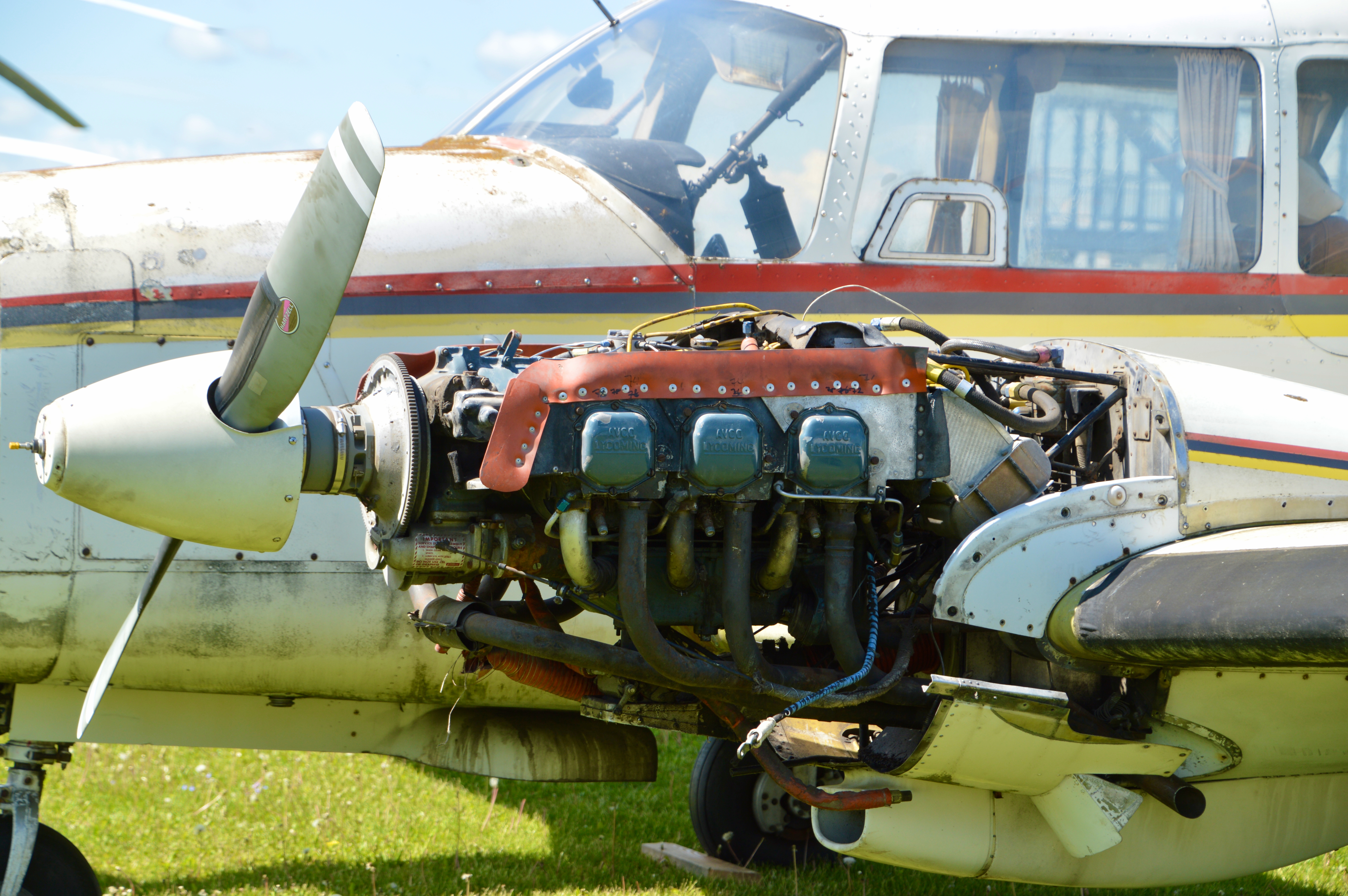
Moteur en ligne sur Piper PA-23.
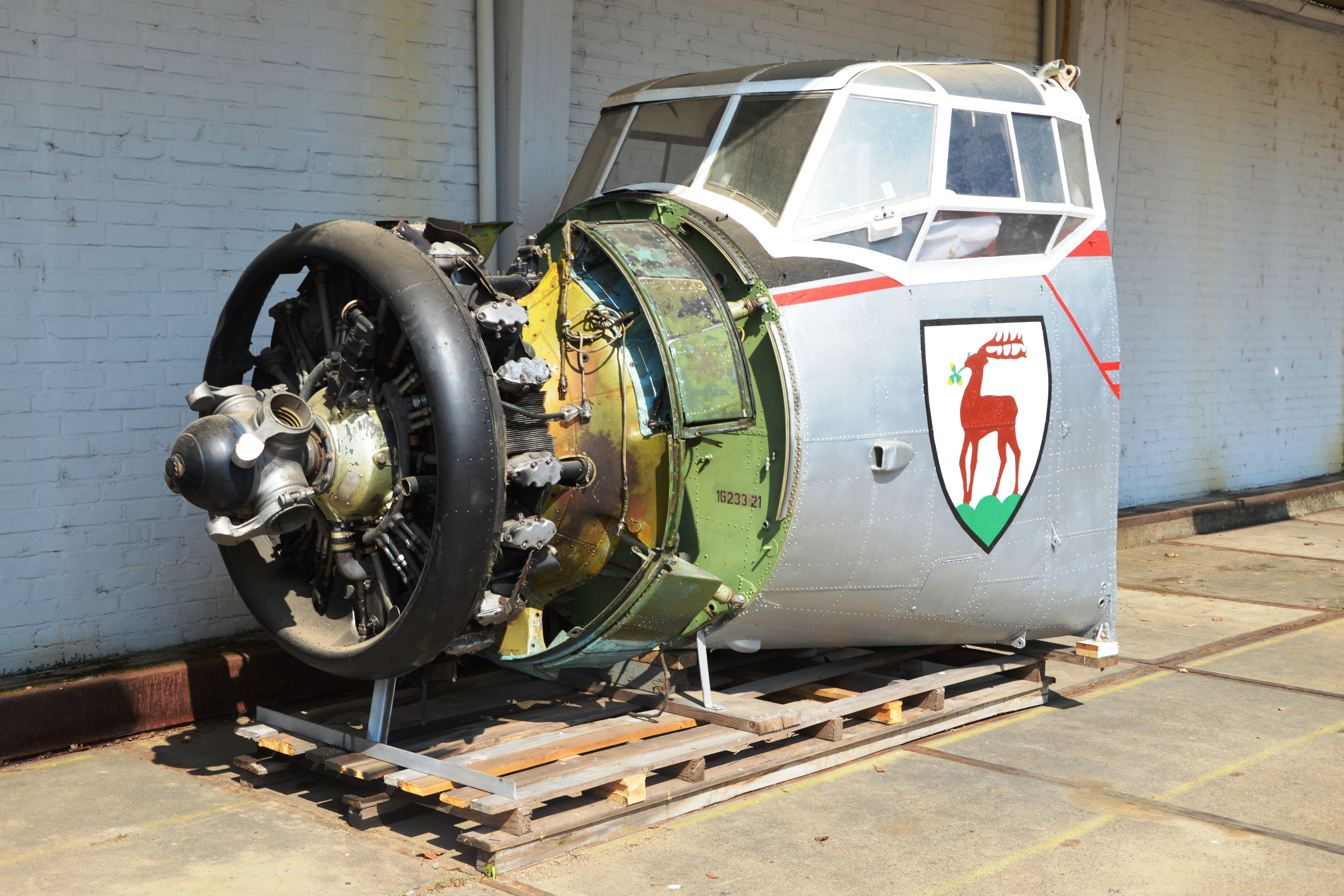
Moteur radial sur Antonov An-2. Une hélice à quatre pales était montée au bout de l'arbre (à gauche).
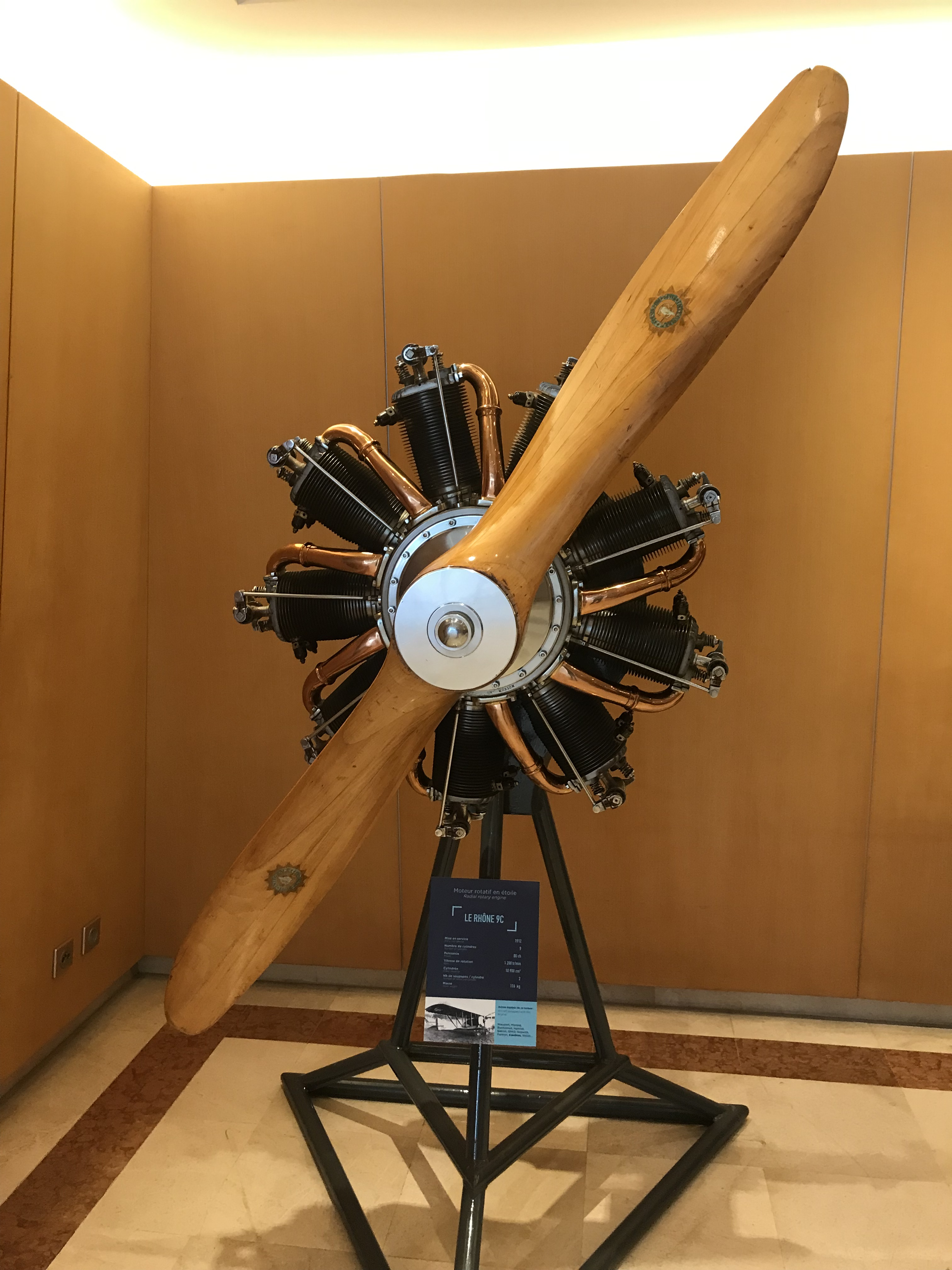
Moteur rotatif Le Rhône 9C à neuf cylindres (1910).